# Исландия на зимних Олимпийских играх 2006
Исландия принимала участие в Зимних Олимпийских играх 2006 года в Турине (Италия), но не завоевала ни одной медали. Все пять членов исландской сборной соревновались в горнолыжном спорте (в скоростном спуске у мужчин — впервые с 1960 года). Глава исландской делегации на Играх — Гюдмюндюр Якобссон.

## Результаты соревнований

### Горнолыжный спорт
Женщины
| Спортсменка                   | Дисциплина        | Время           | Время           | Время           | Время           | Место           |
| Спортсменка                   | Дисциплина        | Попытка 1       | Попытка 2       | Попытка 3       | Сумма           | Место           |
| ----------------------------- | ----------------- | --------------- | --------------- | --------------- | --------------- | --------------- |
| Дагни Линда Кристьяунсдоуттир | скоростной спуск  | —               | —               | —               | 1:59.43         | 23              |
| Дагни Линда Кристьяунсдоуттир | супергигант       | —               | —               | —               | 1:34.56         | 42              |
| Дагни Линда Кристьяунсдоуттир | гигантский слалом | Не финишировала | Не финишировала | Не финишировала | Не финишировала | Не финишировала |
| Дагни Линда Кристьяунсдоуттир | комбинация        | 44.23           | 48.37           | 1:31.65         | 3:04.25         | 28              |

Мужчины
| Спортсмен              | Дисциплина        | Время          | Время          | Время          | Время          | Место          |
| Спортсмен              | Дисциплина        | Попытка 1      | Попытка 2      | Попытка 3      | Сумма          | Место          |
| ---------------------- | ----------------- | -------------- | -------------- | -------------- | -------------- | -------------- |
| Бьёргвин Бьёргвинссон  | гигантский слалом | Не финишировал | Не финишировал | Не финишировал | Не финишировал | Не финишировал |
| Бьёргвин Бьёргвинссон  | слалом            | 57.07          | 54.16          | —              | 1:51.23        | 22             |
| Кристьян Уни Оскарссон | гигантский слалом | Не финишировал | Не финишировал | Не финишировал | Не финишировал | Не финишировал |
| Кристьян Уни Оскарссон | слалом            | 58.92          | 55.78          | —              | 1:54.70        | 28             |
| Синдри Маур Паульссон  | скоростной спуск  | —              | —              | —              | 1:57.69        | 48             |
| Синдри Маур Паульссон  | слалом            | Не финишировал | Не финишировал | Не финишировал | Не финишировал | Не финишировал |
| Синдри Маур Паульссон  | комбинация        | 1:46.04        | Не финишировал | Не финишировал | Не финишировал | Не финишировал |
| Кристинн Инги Вальссон | слалом            | 1:03.27        | 56.53          | —              | 1:59.80        | 35             |